# George Souders

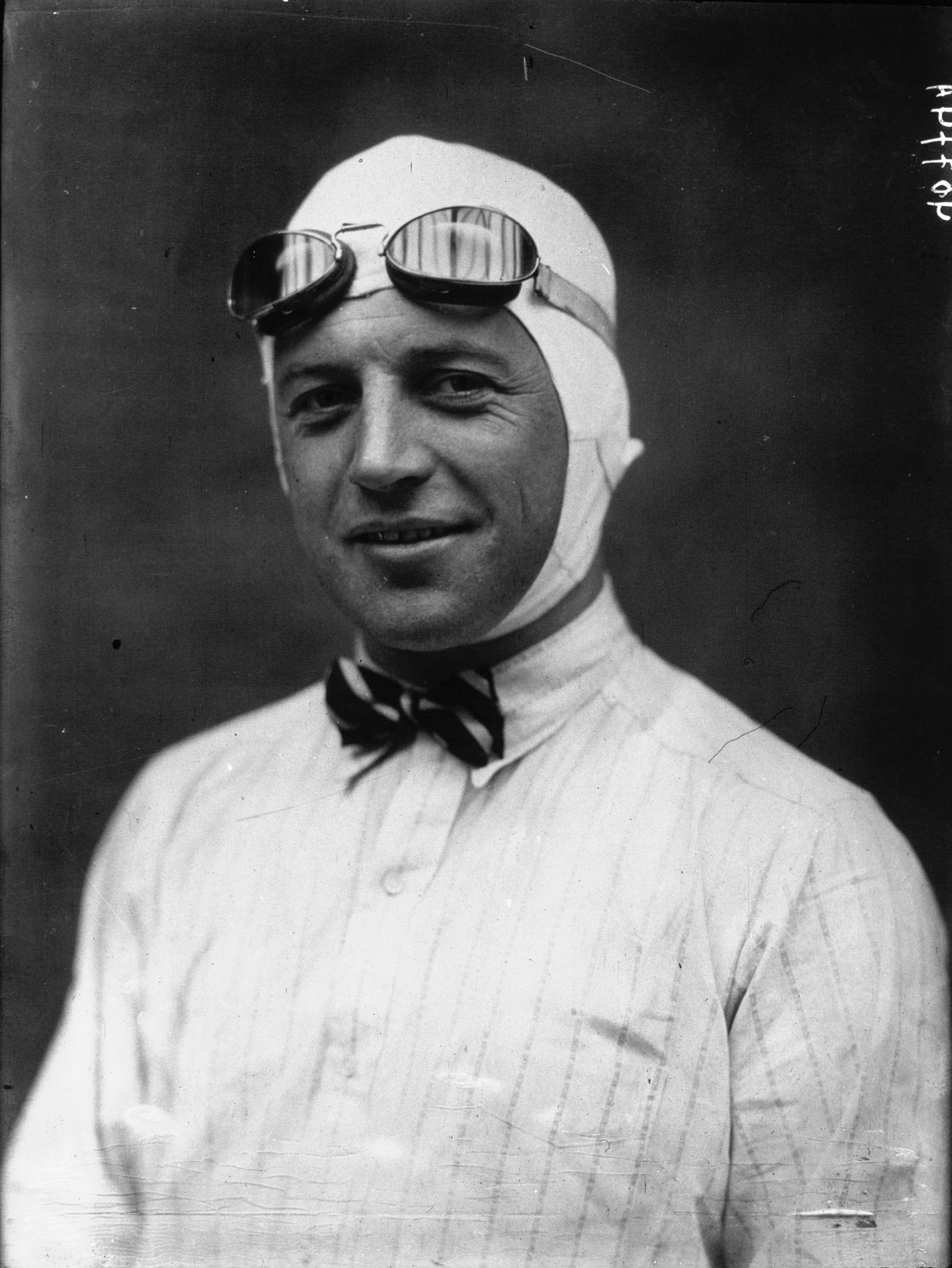
George Souders in 1927

George Souders (Lafayette (Indiana), 11 september 1900 - 26 juli 1976) was een Amerikaans autocoureur. Hij won de Indianapolis 500 in 1927.

## Carrière
Souders reed in zijn carrière drie American Automobile Association kampioenschapsraces, waarvan twee keer de Indy 500. De eerste race die hij reed was de Indianapolis 500 in 1927 die hij meteen won nadat hij van de 22e startplaats was vertrokken. Hij kwam in de 150e ronde aan de leiding en reed zijn Duesenberg naar de overwinning. In 1928 reed hij de Indy 500 in een Miller. Hij vertrok vanaf de twaalfde startplaats en eindigde de race op de derde plaats. Daarna reed hij nog een kampioenschapsrace in Detroit, waar hij op de 14e plaats geklasseerd werd, na opgave. Souders overleed op 75-jarige leeftijd en werd begraven in Tippecanoe County, Indiana.